# Nackt unter Wölfen (1963)
Nackt unter Wölfen ist ein antifaschistischer DDR-Spielfilm von Frank Beyer aus dem Jahr 1963. Die Inszenierung des „VEB DEFA-Studio für Spielfilme Babelsberg“, künstlerische Arbeitsgruppe (KAG) „Roter Kreis“, basiert auf dem gleichnamigen Roman von Bruno Apitz, der 1958 beim Mitteldeutschen Verlag erschienen ist. Die literarische Vorlage erfuhr bereits 1960 durch Georg Leopold eine Filmadaption für das DDR-Fernsehen. Die Schauspieler Fred Delmare, Peter Sturm, Wolfram Handel und Angela Brunner waren in beiden Verfilmungen in den gleichen Rollen (teilweise sogar mit den gleichen Dialogen) zu sehen.
Die Uraufführung fand am 10. April 1963 im Berliner Colosseum statt. Zwei Tage später lief die Literaturverfilmung in den Kinos der DDR an.
2015 wurde eine Neuverfilmung der literarischen Vorlage unter der Regie von Philipp Kadelbach im deutschen Fernsehen gezeigt.

## Inhalt

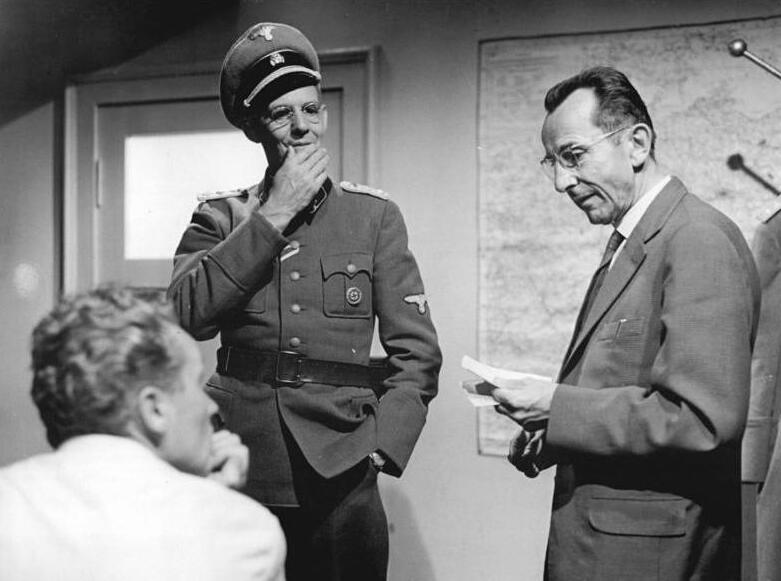
Der Regisseur Frank Beyer, der Schauspieler Herbert Köfer und der Autor Bruno Apitz bei den Dreharbeiten zum Film in Babelsberg, 1962

Der Roman spielt im Zeitraum zwischen Februar bis April 1945 im Konzentrationslager Buchenwald. Ein polnischer Häftling schmuggelt einen etwa dreijährigen Jungen ins Lager. Das illegale Internationale Lagerkomitee (ILK), eine aus Kommunisten verschiedener Nationalitäten bestehende Widerstandsgruppe, beschließt, das Kind mit einem Transport in ein anderes Lager gehen zu lassen. Die Häftlinge Höfel und Kropinski, die in der Effektenkammer arbeiten, führen diesen Beschluss jedoch nicht aus und verstecken das Kind. Seine Entdeckung durch die SS hätte unweigerlich die Ermordung des Kindes zur Folge. Erst wird es in der Kleiderkammer, dann in einer Krankenbaracke versteckt. Später wird es in einem Schweinekoben untergebracht. Durch das Kind gerät die gesamte Widerstandsbewegung in Gefahr. Dennoch nehmen mehrere Häftlinge große persönliche Risiken auf sich, um das Kind zu retten. Höfel und Kropinski werden wochenlang schwer gefoltert, ohne das Kind und ihre Kameraden zu verraten. Auch der Häftling Pippig schweigt. Er stirbt an schwerer Folter durch die Gestapo. Der Häftling Rose wird aus Angst zum Verräter, der Häftling Wurach lässt sich von der SS zu Spitzeldiensten missbrauchen. Daneben werden die Charaktere der SS-Wächter dargestellt: der Lagerführer Schwahl will alle Häftlinge auf einen Todesmarsch nach Dachau schicken und die Spuren der Verbrechen im Lager verwischen, Kluttig will alle Häftlinge töten lassen, Reineboth will untertauchen und sich den neuen politischen Gegebenheiten anpassen, Mandrach, genannt Mandrill, ein brutaler Folterer, will vor dem Ende noch seine im Block eingesperrten Gefangenen töten, und Zweiling schwankt zwischen der Furcht vor der Rache der Häftlinge und vor seinen eigenen Kameraden. Als der Informant Wurach eine Todesliste mit 46 Namen zusammenstellt, die angeblich die geheime Widerstandsorganisation leiten, beschließt das ILK, die Gesuchten zu verstecken. Der Lagerälteste Krämer ist einer der Köpfe des ILK. Durch seine Persönlichkeit wird er von vielen Häftlingen respektiert. Im Unklaren über die Nähe der Front muss das ILK immer wieder abwägen zwischen einander widersprechenden Pflichten, dem Schutz des Einzelnen und der Verantwortung für die Gesamtheit der 50.000 Häftlinge. Die ersten Todesmärsche können nicht verhindert werden. Als die Front nahe ist, befreien die Häftlinge das Lager selbst mit Waffen, die sie gebaut oder ins Lager geschmuggelt haben. Sie holen Höfel und Kropinski aus dem Bunker. Auch das Kind wird aus seinem Versteck geholt. 
Die Romanfiguren, die im Buch von Apitz erscheinen, tragen teilweise die Namen von ehemaligen Mitgefangenen von Bruno Apitz, die der Autor auf diese Weise ehren möchte. Mit der Wahl der Namen verdeutlicht Apitz auch den Charakter der jeweiligen Person (beispielsweise Hauptscharführer Zweiling). Für die – literarisch freie, in wesentlichen Punkten von den tatsächlichen Ereignissen abweichende – Darstellung des im Roman beschriebenen Jungen orientierte er sich an der Geschichte des mit drei Jahren nach Buchenwald gebrachten Stefan Jerzy Zweig.

## Rezeption
„Der Autor Bruno Apitz war selbst acht Jahre in Buchenwald. Das war eine gute Voraussetzung für realistische Wirklichkeitsnähe, die der Film fast durchgehend erreicht. Nur gelegentlich stört ein gewisses Pathos, das die Guten allzu gut erscheinen läßt. Den Eindruck des Dokumentarischen verstärkt auch die Mitwirkung von Schauspielern verschiedener Nationalität, die im Film alle ihre Muttersprache sprechen.“

„Beyer ging hier mit Schlichtheit und Zurückhaltung ans Werk: es kam ihm weniger auf die konkrete Beschreibung der Zustände im KZ-Lager Buchenwald an, sondern auf den grundsätzlichen Konflikt zwischen menschlichem Mitgefühl und politischem Verstand ...“

„Guter Defa-Film, der neben formaler Stilsicherheit möglicherweise auch eine indirekte Kritik an den unfreiheitlichen Zuständen in der Ostzone enthält. Ab 14 zu empfehlen.“

## Auszeichnungen
Internationales Filmfestival Moskau
- 1963: Sonder-Silberpreis in der Kategorie Beste Regie: Frank Beyer

Nationalpreis der DDR
- 1963: Nationalpreis I. Klasse für Kunst und Literatur für das Schöpferkollektiv: Frank Beyer, Bruno Apitz, Günter Marczinkowsky und Alfred Hirschmeier

Heinrich-Greif-Preis
- 1964: Heinrich-Greif-Preis I. Klasse für das Schauspielerkollektiv: Gerry Wolff, Herbert Köfer, Erik S. Klein und Wolfram Handel

sonstige
- Prädikat besonders wertvoll der Filmbewertungsstelle Wiesbaden
- 1965: Ehrendiplom der Cineparade Melbourne